# Фокин, Алексей Юрьевич
Алексей Юрьевич Фокин (род. 23 октября 1991 года) — российский пауэрлифтер.

## Карьера
Алексей Фокин тренируется в Ярцево. Выступая в юниорском разряде, становился серебряным призёром чемпионата России (2013, 2014), бронзовым призёром чемпионата мира (2013), серебряным призёром чемпионата мира (2014).
Перейдя в разряд взрослых спортсменов, стал чемпионом России в категории до 120 кг. На чемпионате Европы 2015 года завоевал серебро.
С 1 июля 2015 года дисквалифицирован на 4 года.